# Achaea renata
Achaea renata is een vlinder van de familie van de spinneruilen (Erebidae). De wetenschappelijke naam van deze soort is voor het eerst voorgesteld door Alice Ellen Prout in een publicatie uit 1927.
De soort komt voor in Nigeria en Sao Tomé en Principe.